# Карозио, Маргарита
Маргарита Карозио (также Маргерита, итал. Margherita Carosio, 7 июня 1908, Генуя — 10 января 2005) — итальянская оперная певица, лирическое сопрано. Карозио была одной из ведущих певиц своего времени, пела главные партии до первой половины 1960-х годов.

## Биография
Карозио родилась Генуе, её отец Натале Карозио был композитором и преподавателем пения. Отец помогал Маргарите в период обучения в университете и в начале её концертной карьеры. Карозио впервые выступила на публике невероятно молодой, в возрасте 14 лет. В 1924 году, шестнадцатилетней, она дебютировала в виртуозной роли Лючии ди Ламмермур в Нови-Лигуре. Вскоре после дебюта ирландская певица Маргарит Шеридан рекомендовала её Королевскому оперному театру Ковент-Гарден на роль Фёдора в опере Мусоргского «Борис Годунов», где заглавную партию пел Фёдор Шаляпин. Почти все  артисты пели на итальянском языке, Шаляпин по-русски, а хор — на французском языке. Сохранилась запись сцены смерти, на которой легко различим чистый голос Карозио. Позже Карозио говорила, что работа с великим русским певцом помогла ей понять, что значит не просто изображать персонаж, а быть им.
Артистический дар и способность Карозио к перевоплощению особо отметил Лаури-Вольпи, посвятивший ей целую главу в известной книге «Вокальные параллели». Исполнение партии Эглоги в мировой премьере оперы Масканьи «Нерон» в 1935 году вызвало бурю восторженных рецензий, и по мнению Лаури-Вольпи, дало старт стремительному взлёту карьеры певицы
.
В 1928 году в Ковент-Гарден 19-летняя Кариозо пела Мюзетту в «Богеме» и снова встретилась на сцене с Шаляпиным в «Борисе Годунове». В следующий раз она появилась в Лондоне только после Второй мировой войны, в 1946 году. На этот раз она прибыла как примадонна неаполитанской оперной труппы театра Сан-Карло и была очень выразительна в роли Виолетты («Травиата» Верди). Виолетту Карозио уже высоко оценили неаполитанские зрители. Элегантная, красивая, миниатюрная, очаровательная и пафосная одновременно, всем обликом напоминающая Мадонну, Карозио казалась специально созданной для этой роли. На следующих гастролях она представила одну из самых характерных своих ролей — взбалмошную Адину («Любовный напиток» Доницетти). Эта партия, исполненная в Ла Скала, сохранилась в записи на лейбле EMI.
Очень скоро Карозио уже пела по всей Италии, в ролях, которые требовали лёгкого колоратурного сопрано, которым обладала певица. Она пела Амину («Сомнамбула» Беллини), Норину («Дон Паскуале» Доницетти), Констанцию («Похищение из сераля» Моцарта). Карозио дебютировала в Ла Скала в 1929 году в роли Оскара («Бал-маскарад» Верди), затем спела прелестную Филину в опере Тома «Миньон». Карозио исполнила в Ла Скала множество партий, все с неизменным успехом, в особенности Розину в «Севильском цирюльнике» Россини. В этой роли она с большим успехом выступила на Зальцбургском фестивале в 1939 году.
На сцене Ла Скала, где она выступала до 1955 года, Карозио пробовала себя и в менее привычном для лёгкого сопрано репертуаре: Церлина («Фра-Дьяволо» Обера), Царица Шемаханская и Волхова («Золотой петушок» и «Садко» Римского-Корсакова), Соловей («Соловей» Стравинского). Карозио исполнила роль Аминты в итальянской премьере оперы Штрауса «Молчаливая женщина».
Известен случай, когда в январе 1949 году из-за недомогания Карозио Марии Каллас пришлось за пять дней выучить партию Эльвиры («Пуритане» Беллини), не прекращая выступлений в роли Брунгильды в вагнеровской «Валькирии» в Ла Фениче. Этот подвиг вошёл в историю оперы и открыл драматические возможности репертуара бельканто, вызвав его ренессанс. Новая манера исполнения этих партий отодвинула на второй план лёгкие и нежные голоса, каким обладала Карозио.
Начиная с 30-х годов, началась также небольшая карьера в кино, в музыкальных фильмах. Среди них Королева лестницы (1936) в Camillo Mastrocinque, Ангелы на земле (1942), где играет роль сопрано Аделины Патти. Исполнила роль музыкантши в драматическом фильме Джорджо Уолтера Чили Разведённый (1954). Получила предложение от MGM в Голливуде, но отвергла его из-за недостатка времени. В кинематографе Карозио успеха на добилась.
В последние годы творческой карьеры Карозио более склонялась к лирическим персонажам вроде Мими («Богема» Пуччини) и Виолетты. В 1954 в Ла Скала Карозио спела в опере Менотти «Амелия едет на бал».
Она ушла со сцены в 1959 году и в последующие сорок лет занималась журналистикой и музыкальной критике. Скончалась в Генуе в возрасте 96 лет. Голос Карозио запечатлен в многочисленных записях.